# Десницький Семен Юхимович
Десницький Семен Юхимович (близько 1740, м. Ніжин Черігівської губернії — 26 червня (7 липня) 1789, Москва) — російський юрист, політичний мислитель; вважається першим російським професором в Московському університеті, «патріархом» (засновником) російської юриспруденції. Походив з ніжинських міщан. Освіту здобув в семінарії Троїце-Сергієвої Лаври, Московському університеті (1759—1760) та в Університеті при Російській академії наук в Санкт-Петербурзі. В 1761—1767 рр. стажувався в університеті м. Глазго (Шотландія), де вивчав право та різні науки, слухав лекції з економічної теорії Адама Сміта. По закінченню навчання захистив дисертацію доктора юриспруденції з римського права. З 1767 по 1787 рр. був ординарним професором римського і російського права в Московському університеті; Десницький першим у Московському університеті розпочав викладання навчальних дисциплін російською мовою (до цього лекції читалися професорами-іноземцями як правило латинською та німецькою мовами). З 1783 р. Десницького обрали академіком Російської АН.
Походження держави Десницький пов'язував із виникненням сім'ї та приватної власності. У 1768 р. надіслав Катерині II «Подання про заснування законодавчої, судової та каральної влади Російської імперії» з пропозиціями державних реформ.
Мету держави мислитель вбачав у досягненні найбільшої кількості благ найбільшим числом людей. Найкращою формою організації влади Десницький вважав конституційну монархію.
Законодавча влада, за його проектом, здійснюється монархом спільно з однопалатним органом — Сенатом, що складається з 600—800 депутатів. Але кінцеве рішення належить тільки монарху. До Сенату могли бути обрані депутати від усіх станів: поміщиків, купців, ремісників, духовенство та інтелігенції з виборчого права з помірному цензом. Депутати обираються на п'ять років і можуть бути в подальшому переобрані, але не більше ніж на три терміни. Всі сенатори рівноправні не залежно від їх станової належності.
У припущеннях щодо заснування судової влади Десницький розробив ряд положень конституційного характеру. Він вважав повне відділення судочинства від адміністрації, запровадження рівного для всіх станів суду присяжних, встановлення гласності та безперервності процесу, надання обвинуваченому права на захист.
Виконавча влада у нього здійснюється монархом, що володіє правом відкладального вето, і вищими органами управління — колегіями, що мають подвійне підпорядкування: монарху і Сенату.
У Десницкого є ще й каральна влада, яка вручена воєводам у губерніях і провінціях. Вони призначаються безпосередньо монархом, але у своїй діяльності підзвітні губернському суду, який приймає скарги на дії воєвод і публічно їх розглядає. У доповненні до каральної влади Десницький приєднує ще цивільну владу, якої він наділяє виборні органи самоврядування. Компетенція всіх п'яти влад повинна бути строго визначена законом.
До кріпосного права Десницький ставився негативно, вбачаючи в ньому основну перешкоду для розвитку промисловості та землеробства. Не пропонуючи повної його відміни, він проте вважав за необхідне провести певні обмеження, здійснивши цілий ряд заходів, головним з яких було надання селянам права власності на оброблювану землю і знаряддя праці.
Десницький запропонував чіткий поділ російського права на державне, цивільне, кримінальне і судове (процесуальне).
В галузі судочинства Десницький наполягав на введенні демократичних принципів: рівності всіх перед законом, рівного покарання за вчинення однакових злочинів, пропорційності тяжкості покарання характером та складом злочину. Застосування смертної кари він вважав припустимим тільки в двох випадках: умисне вбивство і зрада батьківщині.
У питаннях зовнішньої політики він дотримувався мирної орієнтації, вважаючи, що всі держави зобов'язані розвивати між собою дружні торгові відносини, які будуть перешкоджати війнам. Однак необхідність армії як засіб захисту від ворожих нападів Десницький визнавав. І вважав священним обов'язком кожного підданого захист своєї батьківщини.
У цілому просвітницька доктрина Десницького була спрямована не на утвердження «освіченого абсолютизму», а на створення конституційного варіанту монархічного правління в Росії.